# На краю земли (мультфильм)
«На краю земли» (фр. Au bout du Monde) — короткометражный анимационный фильм, снятый в 1998 году российским режиссёром Константином Бронзитом на французской студии «Folimage» («Фолимадж»). Номинант на премию Французской академии кинематографических искусств «Сезар» в номинации «Лучший короткометражный фильм» в 2001 году.

## Сюжет
События, происходящие с героями на вершине горы в качающемся домике (пограничной сторожке) образуют цельную и необычную картину в условиях границы, где каждое событие, даже самое незначительное, немедленно приводит к изменениям во всей жизни героев.

## Герои фильма
- Никодим — солдат-пограничник.
- Василиска — хозяйка, жена пограничника.
- Горец — местный житель, овцевод.
- Кошка — хитрое животное.
- Собака — обычная собака.
- Птичка — жертва случайного выстрела.
- Корова Машка — непосредственно влияет на развитие сюжета.
- Овца — отбившееся от стада, животное.

## Награды
- 1999 — Фестиваль короткометражных комедий в Мёдоне, Франция — первый приз жюри[3]
- 1999 — Международный фестиваль анимационных фильмов в Анси, Франция — приз жюри и приз публики
- 1999 — Международный кинофестиваль в Вальядолиде, Испания — приз «Золотой колос»
- 1999 — Международный кинофестиваль «Послание к человеку», Санкт-Петербург, Россия — главный приз
- 1999 — XXX Международный кинофестиваль в Тампере, Финляндия — главный приз
- 1999 — IV Открытый российский фестиваль анимационного кино в Тарусе — гран-при
- 1999 — XVI Международный кинофестиваль для детей в Чикаго, США — главный приз
- 1999 — Международный кинофестиваль для детей в Саннесе, Норвегия — главный приз
- 2000 — Международный кинофестиваль в Аспене, США — главный приз
- 2000 — Международный кинофестиваль в Кракове, Польша — главный приз
- 2000 — Международный кинофестиваль «Animation Celebration» в Лос-Анджелесе, США — главный приз
- 2000 — Международный кинофестиваль «BAM» в Нью-Йорке, США — главный приз
- 2000 — Международный кинофестиваль «I Castelli Animati» в Риме, Италия — главный приз
- 2000 — Международный кинофестиваль «Cartoons on the Bay» в Риме, Италия — главный приз[4]